# Kosta Abrašević
Kosta Abrašević (Ohrid, 29. maj 1879 — Šabac, 8/20. januar 1898) bio je srpski pesnik, rođen je u Ohridu u Makedoniji, u trgovačkoj porodici.

## Biografija
Otac mu je bio Srbin a majka Grkinja. Nakon tri završena razreda grčke škole u Ohridu, kada je imao devet godina 1888. godine porodica se preselila u Šabac. Školovanje nastavlja u gimnaziji u Šapcu, gde počinje da koristi očev nadimak "Abraš" kao prezime. Završio je šest razreda gimnazije i napustio školovanje zbog bolesti. Prve pesme piše kao šabački gimnazijalac. Rano dolazi u kontakt sa socijalističkim idejama i osniva političko – književni kružok u Šapcu, koji je izdaje listove "Omirov venac" i "Grbonja". U njegovoj poeziji dominiraju socijalističke i socijalne ideje. Bavio se prevođenjem nemačkih socijalnih pesnika, Hans Levera, Obenhalda i drugih. Njegove originalne pesme i prepevi objavljivani su u radničkim i socijalističkim časopisima posle njegove smrti, a njegova zbirka pesama, koja je izdavana više puta, štampala je grupa velikoškolaca 1903. godine. Prevođen je na ruski, mađarski, albanski i rumunski jezik, a neke njegove pesme su i komponovane (S. Anđelić, M. Živković). Umro je sa 19 godina u Šapcu 1898. godine.

## Dela
Posthumno mu je objavljena zbirka poezije Pesme, u izdanju grupe velikoškolaca socijalista u Beogradu 1903. godine.

## Nasleđe
U njegovu čast, u Beogradu je 1905. godine osnovano društvo Samostalna radnička umetnička grupa Abrašević. Povodom tridesetogodišnjice rada društva, Milorad Belić je sastavio Spomenicu Abrašević 1933. godine. Osnovna škola u beogradskom naselju Resnik i Tehnička škola u Šapcu nosi njegovo ime, kao i mnoga kulturno-umetnička društva.

## Spoljašnje veze
- Медији везани за чланак Kosta Abrašević на Викимедијиној остави
- Коста Абрашевић, „Песме“, Социјалистичка издавачка књижара "Туцовић", Београд, 1920
- Зафир Хаџиманов Crvena je krvca